# Mercato Cilento
Mercato Cilento è un centro di 200 abitanti della provincia di Salerno, dal 1928 frazione del comune di Perdifumo.

## Geografia fisica
Il paese sorge a nord del Cilento e nel suo parco nazionale. Dal capoluogo, Perdifumo, dista 4 km; 15 circa ne dista da Agropoli e 10 da Santa Maria di Castellabate. Il suo clima è fresco e asciutto d'estate, e si trova in collina a circa 550 m s.l.m.

## Storia
La parte più antica dell'abitato sorge praticamente a ridosso del convento di Santa Maria dei Martiri e da lì, le case si susseguono senza soluzione di continuità lungo la strada che va alla via provinciale (importante e antica strada provinciale Santa Maria di Tempetelle-Mercato). Sul piccolo pianoro ha trovato spazio anche un'ampia piazza, creata dall'amministrazione comunale nel 1987.

## Economia

### Turismo
Il paese conta circa 200 residenti, che aumentano per le presenze estive di turisti di passaggio e nostalgici abitanti che tornano nel villaggio. In questo luogo, sin dai secoli passati, confluiva e confluisce una fitta rete viaria.  Mercato Cilento, infatti, si trova su di un importante nodo viario e non a caso tra le varie attività commerciali sviluppate in loco si trovano, aperti tutto l'anno, due alberghi-ristoranti. L'origine del nome infatti è dovuta all'antico mercato che si svolgeva in questo luogo di passaggio.